# 12e étape du Tour de France 1995
Pour un article plus général, voir Tour de France 1995.
La 12e étape du Tour de France 1995 s'est déroulée le 14 juillet 1995 entre Saint-Étienne et Mende sur  222.5 km dont 198 km d'échappée. Pour la première fois, le tour de France arrivait sur un aérodrome, à savoir l'aérodrome de Mende-Brenoux. En ce jour de fête nationale française, c'est le maillot vert Laurent Jalabert qui s'impose sur le mont Mimat.

## Parcours de l'étape
A l'ouest de Saint-Étienne, la côte de Saint-Maurice-en-Gourgois au km 18.5 (3e catégorie) est la première difficulté suivie de la côte de Malaveille au km 55.5 (4e catégorie) en Haute-Loire. Le premier sprint intermédiaire a lieu à Chomelix (km 65) avant de passer au Puy-en-Velay (km 94) puis la côte des Baraques au km 104 (3e catégorie) et un rapide crochet en Ardèche près de La Ribeyre - Pestel au km 133 avant d'entrer en Lozère. Le ravitaillement est organisé à Langogne au km 137 puis le second sprint se déroule à Auroux au km 148.5, bien avant la côte de Charpal  au km 185.5 (3e catégorie). C'est après l'entrée à Mende, au km 214.5 que survient la montée du Causse au km 220 (principale difficulté en 2e catégorie)  et la ligne d'arrivée à l'aérodrome de Mende - Brenoux au km 222.5.

## La course
Assez tôt dans l'étape, au kilomètre 24 Dario Bottaro attaque, suivi de près par le coureur de la ONCE Laurent Jalabert. Ils sont rapidement rattrapés par le coéquipier de Jalabert, Melchior Mauri. Un peu plus tard, un contre se forme, composé de Massimo Podenzana, Neil Stephens et Andrea Peron. Le regroupement s'effectue au kilomètre 49.
Lorsque le groupe entre dans le département de la Lozère, à moins de 90 kilomètres de l'arrivée, le groupe de tête compte plus de 10 minutes d'avance sur le peloton, emmené par les coéquipiers du maillot jaune, Miguel Indurain, en faible effectif. Ces derniers trouvent en l'équipe Gewiss un allié de circonstance. Jalabert étant virtuellement maillot jaune à ce moment-là, la 3e place de Bjarne Riis (Gewiss) est donc menacée.
Après la traversée de Mende, Laurent Jalabert attaque au pied de la côte de la Croix Neuve. Personne ne parvient à le suivre dans l'échappée, et Jalabert s'impose sur l'aérodrome.

## Côtes
- Côte de la Croix Neuve, 2e catégorie (kilomètre 196)

## Classement de l'étape
| \| Classement de l'étape \| Classement de l'étape \| Classement de l'étape \| Classement de l'étape \| Classement de l'étape \| \| Coureur \| Coureur \| Pays \| Équipe \| Temps \| \| --------------------- \| --------------------- \| --------------------- \| --------------------- \| --------------------- \| \| 1er \| Laurent Jalabert \| France \| ONCE \| 5 h 19 min 05 s \| \| 2e \| Massimo Podenzana \| Italie \| Brescialat-Fago \| + 29 s \| \| 3e \| Dario Bottaro \| Italie \| Gewiss-Ballan \| + 42 s \| |                   |        |                 |                 |
| |                   |        |                 |                 |
| Sources : ProCyclingStats Cycling Archives |                   |        |                 |                 |
| Classement de l'étape |                   |        |                 |                 |
| Coureur | Coureur           | Pays   | Équipe          | Temps           |
| 1er | Laurent Jalabert  | France | ONCE            | 5 h 19 min 05 s |
| 2e | Massimo Podenzana | Italie | Brescialat-Fago | + 29 s          |
| 3e | Dario Bottaro     | Italie | Gewiss-Ballan   | + 42 s          |

## Classement général
| \| Classement général \| Classement général \| Classement général \| Classement général \| Classement général \| \| Coureur \| Coureur \| Pays \| Équipe \| Temps \| \| ------------------ \| ------------------ \| ------------------ \| ------------------ \| ------------------ \| \| 1er \| Miguel Indurain \| Espagne \| Banesto \| 52 h 46 min 51 s \| \| 2e \| Alex Zülle \| Suisse \| ONCE \| + 2 min 44 s \| \| 3e \| Laurent Jalabert \| France \| ONCE \| + 3 min 35 s \| |                  |         |         |                  |
| |                  |         |         |                  |
| Sources : ProCyclingStats Cycling Archives |                  |         |         |                  |
| Classement général |                  |         |         |                  |
| Coureur | Coureur          | Pays    | Équipe  | Temps            |
| 1er | Miguel Indurain  | Espagne | Banesto | 52 h 46 min 51 s |
| 2e | Alex Zülle       | Suisse  | ONCE    | + 2 min 44 s     |
| 3e | Laurent Jalabert | France  | ONCE    | + 3 min 35 s     |